# Heinz Henn
Heinz Henn (* 31. Juli 1955 in Köln) ist ein deutscher Unternehmer im Bereich der Musikindustrie.

## Leben
Nach einer Lehre zum Industriekaufmann begann er in der internationalen Abteilung der Plattenfirma EMI. Dort gründete Henn den Bereich Capitol/EMI America Germany und wechselte 1980 als Geschäftsführer in die niederländische Zweigstelle von EMI, 1987 arbeitete Henn für EMI in Los Angeles und London.
Sechs Jahre später ging der Musikmanager zur BMG nach New York, arbeitete dort bis 1998 als Senior Vice President, bevor er sich mit seiner Firma Henn Entertainment selbständig machte.
Seit 2003 arbeitet Heinz Henn für die Videospiel-Firma Take 2 Interactive in New York und wirkte unter anderem an Spielen wie Grand Theft Auto: San Andreas mit. Dort lebt er heute mit seinem Sohn und seiner Lebensgefährtin. Henns Ehefrau starb 1998 im Alter von 34 Jahren an Darmkrebs.
Von 2005 bis 2007 war Heinz Henn Juror in der Castingshow Deutschland sucht den Superstar beim Privatsender RTL (dritte und vierte Staffel).